# Schloss Dampierre (Aube)

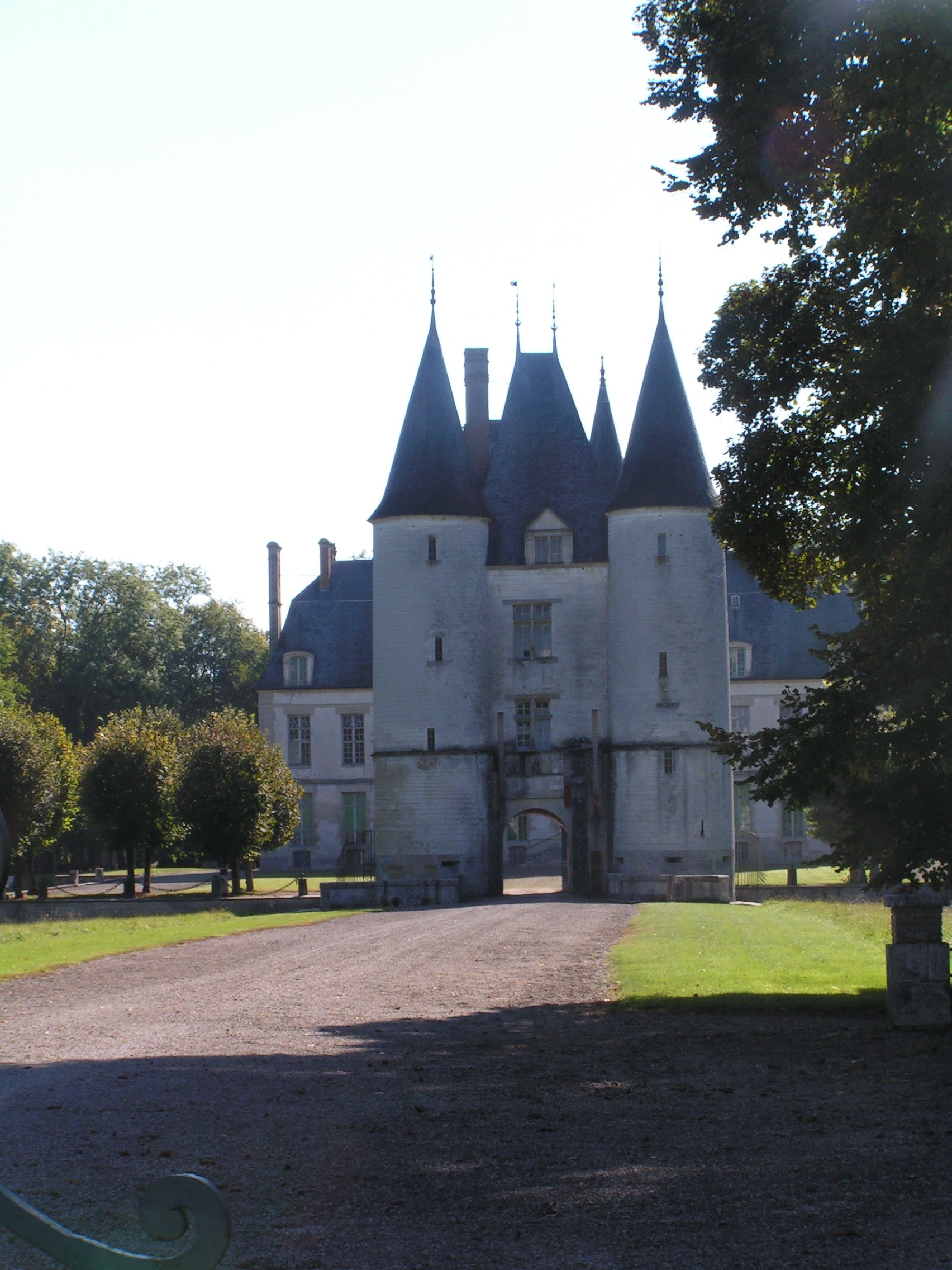
Schloss in Dampierre (hinter dem Vorbau verbirgt sich das Schloss)

Das Schloss in Dampierre, einer französischen Gemeinde im Département Aube in der Region Grand Est, wurde im dritten Viertel des 17. Jahrhunderts errichtet. Das Schloss ist seit 1929 als Monument historique klassifiziert.
Das Schloss wurde nach den Plänen des Baumeisters François Mansart errichtet. Über einen Vorbau aus dem 15. Jahrhundert mit vier runden Ecktürmen, der den Zugang über die ehemalige Zugbrücke schützte, erreicht man den Ehrenhof. Das sich anschließende zweigeschossige Schloss mit einer Länge von 40 und einer Breite von 28 Metern besitzt elf Fensterachsen, davon befinden sich drei im Mittelrisalit. Die drei Fenster des Mansarddaches werden von Vasen mit Flammendekor geschmückt.
Hinter dem Schloss fließt der Puits, der in die Aube mündet.